# 34 Pułk Desantowy
34 Budziszyński Pułk Desantowy (34 pdes) – oddział desantowy Sił Zbrojnych PRL.

## Formowanie
W 1963 roku 34 Budziszyński Pułk Piechoty, stacjonujący w garnizonie Słupsk, został przeformowany w 34 Budziszyński Pułku Desantowy i podporządkowany dowódcy 23 Dywizji Desantowej. 8 października 1963 roku 23 DDes została przemianowana na 7 Łużycką Dywizję Desantową, a w 1986 roku przeformowana w 7 Łużycką Brygadę Obrony Wybrzeża. 1 stycznia 1990 roku pułk został przeformowany w 34 Budziszyński Batalion Obrony Wybrzeża. 12 września 1991 roku batalion utracił prawo do nazwy wyróżniającej „Budziszyński”. W 1994 roku jednostka została rozformowana, a na jej bazie oraz 16 pz utworzona 7 Brygada Zmechanizowana.

## Struktura organizacyjna
1963
- dowództwo i sztab
- trzy kompanie desantowe
- kompania czołgów pływających
- bateria moździerzy M-120

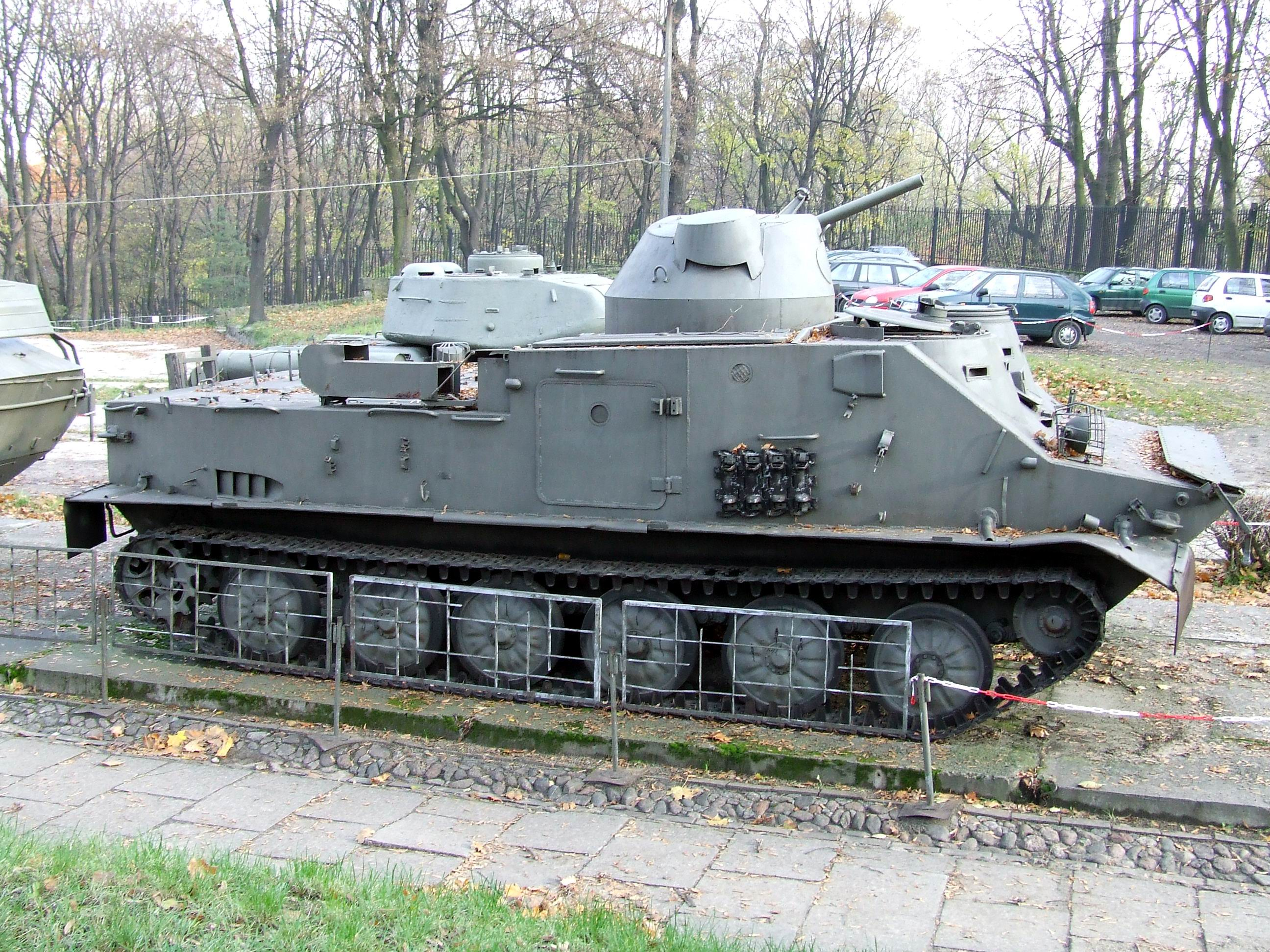
transporter opancerzony Topas

- bateria przeciwpancerna dział 57 mm
- pluton rozpoznania ogólnego i skażeń
- pluton łączności
- pluton saperów
- pluton przeciwlotniczych karabinów maszynowych PKM-2
- pluton saperów
- pododdziały logistyczne

Pułk liczył 649 żołnierzy na czas „W” w tym 71 oficerów.
Na uzbrojeniu pułku znajdowało się: 7 czołgów pływających PT-76, 4 samochody pancerne BRDM-1, 1 trop, 3 transportery pływające PTG, 6 moździerzy 120 mm, 9 moździerzy 82 mm, 4 działa ppanc. 57 mm i 3 zestawy plot. PKM-2. Środkami transportu kompanii desantowych były samochody ciężarowo-terenowe.
1964
- Dowództwo i sztab
- pluton łączności
- pluton regulacji ruchu

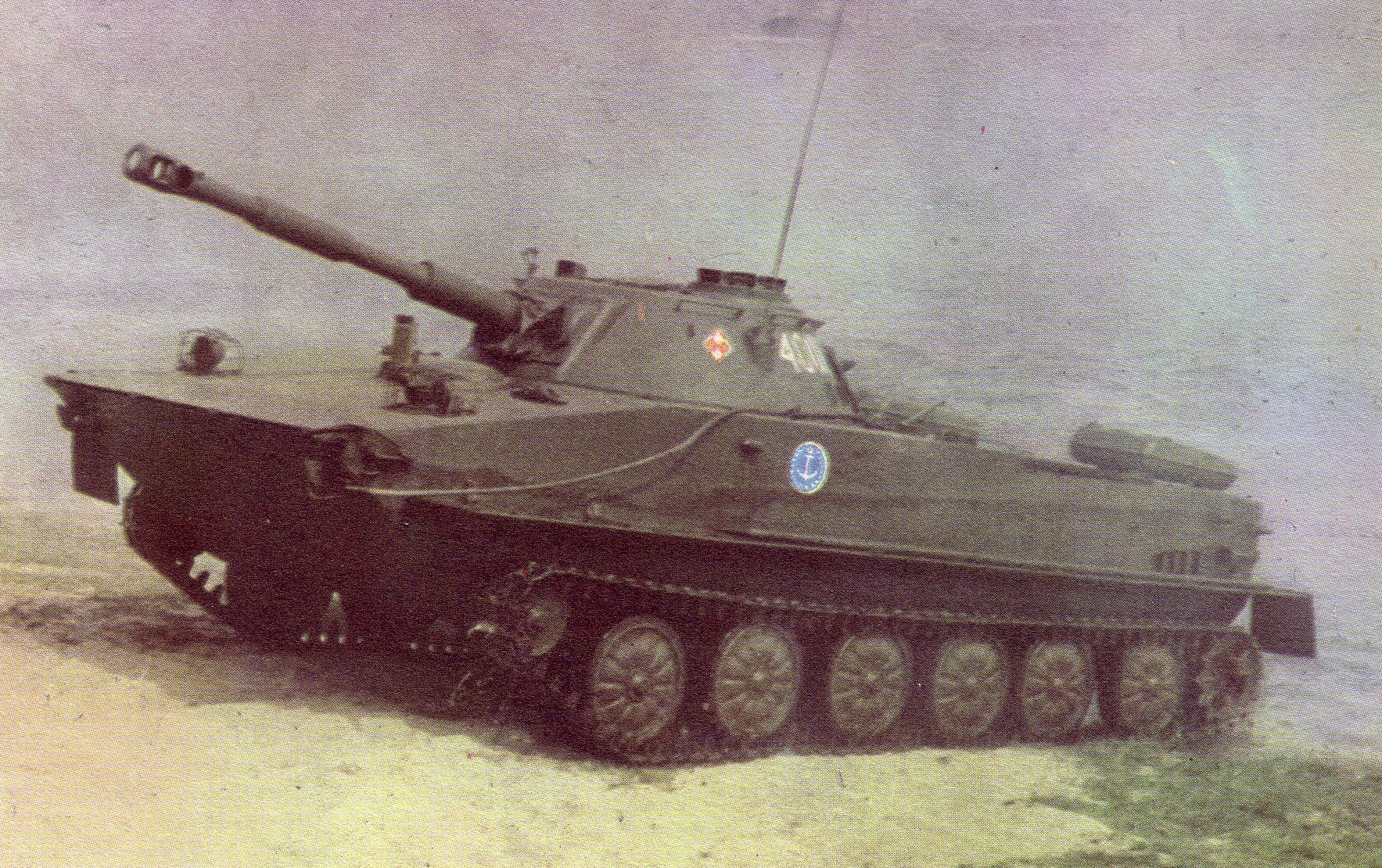
PT-76 – podstawowy czołg w pułku

- 5 kompanii desantowych (9 trop topas i 3 moździerze 82 mm)
  - 4 plutony desantowe
  - pluton moździerzy
- kompania czołgów pływających (7 czołgów PT-76)
  - 2 plutony czołgów
- bateria moździerzy (6 moździerzy 120 mm)
  - 2 plutony ogniowe
- bateria przeciwpancernych pocisków kierowanych (6 wyrzutni)
  - 2 plutony PPK
- kompania techniczna
- pluton przeciwlotniczy
- pluton rozpoznawczy (4 BRDM)
- pluton saperów
- pluton gospodarczy
- pluton medyczny

## Żołnierze pułku
Dowódcy
- Julian Baranowski
- ppłk dypl. Władysław Wala

Oficerowie
- Bogdan Krupa
- Roman Paszko